# مارتن أوم
مارتن أوم (بالألمانية: Martin Ohm)‏ (6 مايو 1792م في إرلنغن - 1 أبريل 1872م في برلين)، هو عالم في الرياضيات، وهو الأخ الأصغر للعالم الفيزيائي جورج سيمون أوم، وقد أخذ شهادة الدكتوراه في عام 1811م في جامعة إرلنغن نورنبيرغ على يد الأستاذ الدكتور كارل كريستيان فون لانغسدورف.
وكان مارتن أوم هو أول من طور نظرية الأسس الكاملة عندما تكون ب أسًا لـ ا حيث ا وب أعدادًا مركبة. كما أنه له الفضل في إدخال اسم «رقم ذهبي».